# ويلة (مقاطعة دالاهو)
ويلة (بالفارسية: ویله) هي قرية تقع في قسم بيونيج الريفي (مقاطعة دالاهو) في إيران. يقدر عدد سكانها بـ 260 نسمة .